# Kinga Bán
Kinga Esther Bán (Kampen, 27 juli 1981 – Houten, 6 mei 2019) was een Nederlandse zangeres van christelijke muziek. Ze was vooral bekend van haar jarenlange deelname aan Sela. Nadat ze in 2017 bij deze formatie was gestopt, bracht ze nog diverse soloproducties uit.

## Biografie en carrière
Báns ouders vluchtten in 1977 uit Hongarije voor de communistische overheersing naar Nederland. Ze vestigden zich in IJsselmuiden. In 1978 en 1979 werden twee dochters geboren en na de verhuizing naar Kampen volgde in 1981 een derde. Vanaf haar 12e jaar stond Kinga Bán al op het podium te zingen, in de kerk en op school. Tijdens haar middelbareschooltijd op het Cals College in Nieuwegein zong ze met Lieke van Lexmond in de schoolband Easy Freeze, de voorloper van de nog altijd bestaande band Carroussel. In 2005 slaagde ze met een 9 voor haar praktijkexamen aan het Utrechts Conservatorium door op te treden met Gospel Boulevard en een close harmony groepje met Jessica Koomen en Els Manuputty. Haar theorie-examen heeft ze nooit gedaan.
Ze werkte van 2000 tot 2015 als koorlid en solist mee aan de Pinksterconferenties en de daaraan gerelateerde cd's met Opwekkingsliederen. Van 2001 tot 2004 zong ze in het gospelkoor Gospel Boulevard van dirigent André Bijleveld. Ze was ook te horen in meerdere liederen van Psalmen voor Nu. Ze is met name bekend van de band Sela, waarvan ze in 2008 zangeres werd. Daarnaast werd ze ook zangdocente en gaf ze workshops.

### Ziekte
In 2011 werd bij haar borstkanker geconstateerd. In december 2012 bleken er uitzaaiingen te zijn naar de botten. Ondanks deze boodschap besloot ze haar zangactiviteiten door te zetten. Na erge rugklachten kreeg ze hormoonbehandelingen om de groei van kankercellen te remmen. Bán putte veel kracht uit haar relatie met God.
In april 2016 kwam haar soloalbum Uit Liefde uit. Het album bevat covers en zelf geschreven liedjes. In juni 2016 gaf ze naar aanleiding van het album twee concerten. Hiervan werd een live-registratie gemaakt die in februari 2017 op cd en dvd verscheen. In de loop van 2017 nam de pijn in de rug weer toe, waarna een operatie volgde. Ze besloot te stoppen met Sela. In maart 2018 kwam haar tweede album met de titel Vandaag uit, gevolgd door een concerttournee onder de naam "Wat Fluistert Vandaag?". Kinga Bán overleed op maandagochtend 6 mei 2019 thuis in Houten. Daags na haar overlijden kwam het album Wij. Samen! uit, dat Bán kort daarvoor nog samen met haar kinderen had opgenomen.
Op 14 februari 2020 kwam nog een laatste album van Bán uit, getiteld Geboren. 'Opnieuw geboren worden' is het centrale thema.

## Persoonlijk
Bán was vanaf 2005 getrouwd met haar man Reinder IJmker. Ze kregen drie kinderen: dochters Ike en Liva en zoon Kene, die het zanggroepje Trinity Wereldwijs vormen.

## Discografie
- februari 2020: Geboren
- mei 2019: Wij. Samen! (met haar kinderen)
- januari 2019: U weet het toch?
- maart 2018: Vandaag
- februari 2017: Live uit liefde
- april 2016: Uit liefde